# Teorema delle radici complesse coniugate
In matematica, il teorema della radice complessa coniugata afferma che se {\displaystyle P} è un polinomio in una variabile a coefficienti reali e {\displaystyle a+ib} è una sua radice (con {\displaystyle a} e {\displaystyle b} numeri reali), allora il complesso coniugato {\displaystyle a-ib} è anch'esso una radice di {\displaystyle P}.
Ne consegue da questo (e dal teorema fondamentale dell'algebra) che se il grado di un polinomio reale è dispari, deve avere almeno una radice reale. Questo fatto può essere dimostrato anche utilizzando il teorema dei valori intermedi.

## Esempi e conseguenze
- Qualsiasi matrice quadrata reale di grado dispari ha almeno un autovalore reale. Ad esempio, se la matrice è ortogonale, almeno uno tra +1 o -1 è un autovalore.
- Il polinomio {\displaystyle x^{2}+1=0} ha radici {\displaystyle \pm i}.
- Il polinomio {\displaystyle x^{3}-7x^{2}+41x-87} ha radici {\displaystyle 3}, {\displaystyle 2+5i}, {\displaystyle 2-5i} e quindi può essere scomposto come

{\displaystyle (x-3)(x-2-5i)(x-2+5i).}
Calcolando il prodotto degli ultimi due fattori, le parti immaginarie si annullano e si ottiene
{\displaystyle (x-3)(x^{2}-4x+29).}
Come si può notare, il polinomio di terzo grado ha due radici complesse coniugate. I fattori complessi coniugati, moltiplicati tra loro, danno origine a polinomi di secondo grado a coefficienti reali. Poiché ogni polinomio con coefficienti complessi può essere scomposto in fattori di 1º grado (per il teorema fondamentale dell'algebra), ne consegue che ogni polinomio a coefficienti reali può essere scomposto in fattori di grado non superiore a 2.
- Se le radici sono {\displaystyle a+ib} e {\displaystyle a-ib}, il generico polinomio di secondo grado di cui sono radici è della forma

{\displaystyle x^{2}-2ax+(a^{2}+b^{2}).}
Se la terza radice è {\displaystyle c,} il polinomio è della forma
{\displaystyle (x^{2}-2ax+(a^{2}+b^{2}))(x-c)=x^{3}+x^{2}(-2a-c)+x(2ac+a^{2}+b^{2})-c(a^{2}+b^{2}).}

## Dimostrazione
Una dimostrazione del teorema è la seguente:
si consideri il polinomio
{\displaystyle P(z)=a_{0}+a_{1}z+a_{2}z^{2}+\cdots +a_{n}z^{n},}
dove tutti i coefficienti {\displaystyle a_{r}} sono reali. Si supponga che il numero complesso {\displaystyle z_{0}} sia una radice di {\displaystyle P}, cioè {\displaystyle P(z_{0})=0}. Si ha che
{\displaystyle P(z_{0})=a_{0}+a_{1}z_{0}+a_{2}z_{0}^{2}+\dots +a_{n}z_{0}^{n}=0}
che può essere riscritto con una sommatoria come
{\displaystyle \sum _{r=0}^{n}a_{r}z_{0}^{r}=0.}
Ora si ha che 
{\displaystyle P({\overline {z_{0}}})=\sum _{r=0}^{n}a_{r}\left({\overline {z_{0}}}\right)^{r},}
dove con {\displaystyle {\overline {z_{0}}}} si vuole indicare il complesso coniugato di {\displaystyle z_{0}}.
Per le proprietà dei numeri complessi si ha che
{\displaystyle \sum _{r=0}^{n}a_{r}\left({\overline {z_{0}}}\right)^{r}=\sum _{r=0}^{n}a_{r}{\overline {z_{0}^{r}}}=\sum _{r=0}^{n}{\overline {a_{r}z_{0}^{r}}}={\overline {\sum _{r=0}^{n}a_{r}z_{0}^{r}}}.}
Riprendendo la relazione
{\displaystyle 0=\sum _{r=0}^{n}a_{r}z_{0}^{r},}
e applicando l'operazione di coniugazione, risulta
{\displaystyle {\overline {0}}={\overline {\sum _{r=0}^{n}a_{r}z_{0}^{r}}}=P({\overline {z_{0}}})}
o, scritto in forma estesa,
{\displaystyle P({\overline {z_{0}}})=a_{0}+a_{1}{\overline {z_{0}}}+a_{2}\left({\overline {z_{0}}}\right)^{2}+\dots +a_{n}\left({\overline {z_{0}}}\right)^{n}={\overline {0}}=0,}
cioè la tesi che si voleva dimostrare.
Si noti che il teorema vale solo se i coefficienti {\displaystyle a_{r}} sono reali, poiché solo un numero reale è il coniugato di sé stesso, cioè {\displaystyle {\overline {a_{r}}}=a_{r}.} Se uno qualsiasi dei coefficienti fosse non reale, le radici non sarebbero necessariamente presenti in coppie coniugate e il teorema non sarebbe valido.

### Corollario sui polinomi di grado dispari
Segue dal presente teorema e dal teorema fondamentale dell'algebra che se il grado di un polinomio a coefficienti reali è dispari, deve avere almeno una radice reale.
Un'idea della dimostrazione è la seguente:
- poiché le radici complesse non reali vengono in coppie coniugate, ce ne sono un numero pari;
- ma un polinomio di grado dispari ha un numero dispari di radici;
- ne risulta che alcune di esse devono essere reali.

La dimostrazione formale richiede di tener conto anche della presenza di radici con molteplicità algebrica superiore a 1; ma è facile dimostrare che una radice complessa e il suo coniugato hanno la stessa molteplicità.
Alternativamente, è possibile dimostrare il corollario considerando solo i polinomi irriducibili: qualsiasi polinomio reale di grado dispari deve avere un fattore irriducibile di grado dispari, che (non avendo radici multiple) deve avere una radice reale secondo il ragionamento di cui sopra.
Questo corollario può anche essere dimostrato direttamente usando il teorema dei valori intermedi.